# El Heredero
El Heredero es el segundo álbum de estudio de Miguelito. Contó con las colaboraciones de Divino, Randy, Gol2 y Daddy Yankee. El álbum fue el Mejor Álbum Infantil en los Premios Grammy Latinos de 2008, marcando un precedente en aquel momento al ser el artista más joven en ganarlo.

## Promoción
El primer sencillo del álbum fue «La Escuela», cuyo vídeo estuvo se grabó bajo la dirección de David Impelluso en Trujillo Alto. Miguelito grabó el vídeo para «Mochila de Amor», donde también participa Divino. El estilo de esta canción fusionaba la bachata con el reguetón. El último sencillo fue «Al son del boom», una canción que, según el cantante, anima a subir el volumen y bailar.

## Lista de canciones
| #  | Título                                 | Productor (es)                                                | Duración |
| -- | -------------------------------------- | ------------------------------------------------------------- | -------- |
| 1  | "Intro"                                | Luis Colon "Hednocker"                                        | 0:57     |
| 2  | "Game Over"                            | Miguel Marquez "Escobar" / Raúl Santiago "Raidy" Luis Almonte | 2:52     |
| 3  | "La Escuela (Mi Primer Amor)"          | Miguel Marquez "Escobar" / Raúl Santiago "Raidy"              | 3:14     |
| 4  | "Al Son Del Boom (Feat. Daddy Yankee)" | Luis Almonte                                                  | 3:38     |
| 5  | "El Maltrato"                          | Luis Almonte                                                  | 3:15     |
| 6  | "Mochila De Amor (Feat. Divino)"       | Mambo Kingz                                                   | 3:20     |
| 7  | "Li'l Boss"                            | Miguel Márquez "Escobar" / Andrés Arroyo "Zoprano"            | 3:05     |
| 8  | "Ella Quiere Mambo"                    | Luis Almonte                                                  | 3:27     |
| 9  | "Asi Sere"                             | Armando Rosario "Diesel"                                      | 3:59     |
| 10 | "Quieren Ser Como Miguel"              | Oscar Lebron "Kalin"                                          | 3:27     |
| 11 | "Put Your Hands Up"                    | Paul Irizarry "Echo" / Michael Colon "Effect-O"               | 3:42     |
| 12 | "Lola (Feat. Goldo Flow)"              | Urba & Monserrate                                             | 3:10     |
| 13 | "Kakoteo (Feat. La Sista)"             | Rafael Urbaez "Mercenario"                                    | 3:33     |
| 14 | "Como Un Niño"                         | Paul Almonte / Luis Almonte                                   | 2:45     |
| 15 | "Tranquilo Huey (Remix) (Feat Randy)"  | Raymond Diaz "Memo"                                           | 3:28     |
| 16 | "Montala (Spanglish Remix)"            | Raymond Diaz "Memo"                                           | 3:07     |

## Premios
El 13 de noviembre de 2008, El Heredero se acreditó el premio Grammy Latino al Mejor Álbum para Niños. El cantante dominicano-puertorriqueño Miguelito se convirtió, en aquel momento, en el receptor más joven en la historia de los Premios Grammy Latinos.